# 刘佩荣
刘佩荣（1917年—1990年），男，直隶（今河北）雄县人，中华人民共和国军事人物，中国人民解放军少将，曾任第四机械工业部副部长，第四届全国人大代表，第六、七届全国政协委员。